# Левон Ищоян
Левон Ищоян (на арменски: Լևոն Իշտոյան; на руски: Левон Иштоян) е съветски и арменски футболист и треньор. Почетен майстор на спорта на СССР (1971).

## Кариера
Юноша е на Ширак Гюмри. От 1965 г. играе в основния отбор. В първия си сезон играе малко – 16 мача и отбелязва 1 гол. Общо между 1965 и 1968 г. Ищоян играе 91 мача за Ширак, като отбелязва 8 гола.
От 1968 г. играе за Арарат Ереван. За този отбор има 196 мача и 28 гола.
Самият Ищоян признава, че най-добрият му мач е през октомври 1973 г. във финала за Купата на СССР срещу Динамо Киев. Тогава, той вкарва и двата гола за отбора, които носят победа с резултат от 2:1.
През 1988 г. емигрира в САЩ, където днес в Лос Анджелис има своя футболна академия – "Ishtoyan Soccer Academy".

### Национален отбор
Дебютира с екипа на СССР на 18 септември 1971 г. в приятелски мач с Индия. Той играе в квалификациите за Европейското първенство през 1972 г., и е част от състава на самия турнир, но не играе.

## Отличия

### Отборни
Арарат Ереван
- Съветска Висша лига: 1973
- Купа на СССР по футбол: 1973, 1975